# Andre Blake
Andre Blake (May Pen, 21 de novembro de 1990) é um futebolista profissional jamaicano que atua como goleiro, atualmente defende o Philadelphia Union.

## Títulos

### Jamaica
- Copa do Caribe (1): 2014

### Individual
- Luva de Ouro da Copa do Caribe: 2014